# Halalaimus lineatus
Halalaimus lineatus är en rundmaskart som beskrevs av Timm 1961. Halalaimus lineatus ingår i släktet Halalaimus och familjen Oxystominidae. Inga underarter finns listade i Catalogue of Life.